# Cardioglossa escalerae
Cardioglossa escalerae – gatunek płaza bezogonowego z rodziny artroleptowatych (Arthroleptidae). Zamieszkuje Afrykę Środkową.

## Występowanie
Zasięg występowania opisywanego zwierzęcia jest bardzo szeroki. W Kamerunie płaza tego napotkać można na południe od rzeki Sanaga. Zajmuje też północną i większą część zachodniej (z wyjątkiem terenu przy południowej granicy) Gwinei Równikowej. Jego zasięg rozpościera się dalej na północny Gabon i północne Kongo, aczkolwiek gatunku dawno nie obserwowano w tym obszarze, i duży obszar w Demokratycznej Republice Konga aż po wschodnią część kraju. Wymienić należy jeszcze południowo-zachodnią Republikę Środkowoafrykańską. Najwięcej doniesień pochodzi z południowego Kamerunu. Podejrzewa się, że występuje też w Kotlinie Konga na północ od rzeki Kongo, aczkolwiek było tylko kilka doniesień z tej okolicy.
Zwierzę zasiedla nizinne lasy tropikalne, dobrze radzi sobie w lasach zdegradowanych. Większość czasu spędza na ziemi.

## Rozmnażanie
Jak większość przedstawicieli swej gromady, opisywany tu gatunek potrzebuje do rozmnożenia się środowiska wodnego, a ściślej małych leśnych strumyków o piaszczystych brzegach.

## Status
W Czerwonej księdze gatunków zagrożonych IUCN płaz ten od 2004 roku klasyfikowany jest jako gatunek najmniejszej troski (LC, ang. Least Concern).
W Kamerunie gatunek jest często spotykany. Trend liczebności populacji nie jest znany. Utrata środowiska naturalnego może stanowić dla niego lokalne zagrożenie. Prawdopodobnie jednak zwierzę to zamieszkuje kilka obszarów chronionych.